# Gamjajeon

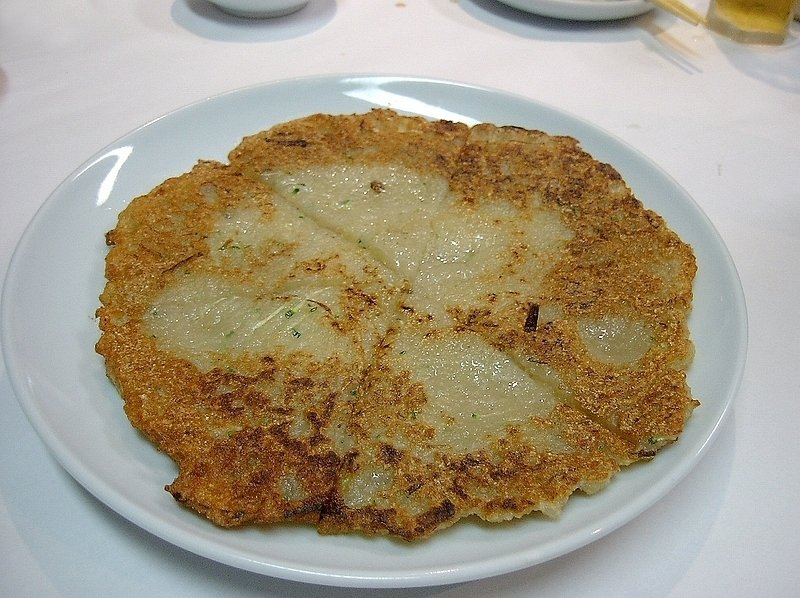
Gamjajeon.

Le gamjajeon est une galette de pommes de terre coréenne préparée en faisant sauter à la poêle, dans tout type d'huile végétale, des pommes de terre râpées jusqu'à obtenir une coloration brun doré. Cette ancienne spécialité locale de la province de Gangwon (Corée), se fait exclusivement avec des pommes de terre, du sel et de l'huile.

## Description
Selon le goût recherché, on peut ajouter davantage de pommes de terre râpées, ainsi que des carottes, des oignons ou des échalotes, des champignons en tranches ou de la ciboule de Chine, qui ajoutent de la couleur et donnent une texture croquante au plat. Le gamjajeon peut être assaisonné de piment rouge et vert râpé. Il est servi avec une sauce trempette,  appelée choganjang (초간장), et faite de sauce soja et de vinaigre.